# ヘロルツベルク
ヘロルツベルク (ドイツ語: Heroldsberg) は、ドイツ連邦共和国バイエルン州ミッテルフランケンのエアランゲン＝ヘーヒシュタット郡に属す市場町。ニュルンベルクの北約8km、エアランゲンの東約17kmの、連邦道2号線およびグレーフェンベルク鉄道沿線に位置する。この町は、単に大都市圏の住宅地というに留まらず、大企業（文房具メーカー スワンスタビロ）の所在地でもある。

## 地理

### 位置
かなりの高低差があるこの町は、ゼーバルダー・ライヒスヴァルト内に位置する。レグニッツ川の支流であるグリュントラハ川が町を貫いて南へ流れる。

### 自治体の構成
この町は、公式には5つの地区 (Ort) からなる。このうち小集落や孤立農場などを除く集落を以下に列記する。
- グロースゲシャイト
- ヘロルツベルク
- クラインゲシャイト

1978年以降、中心部の北東、カルヒロイトに近い高台(400m)に位置するグロースゲシャイトおよびクラインゲシャイトの集落がこの市場町に属すこととなった。ヘロルツベルク地区自身は、シュテッテンベルガー・ヴェグおよびフンツミューレ（汚水処理場がある）の開発部分を含んでいる。シュッテンテベルガーの奥にあるシュテッテンベルガー池は、大方の認識とは異なり、ヘロルツベルクではなくカルヒロイトに含まれる。

## 歴史
この町の起源は、11世紀にまで遡る。この町は、1391年から400年以上にわたって、ニュルンベルクの都市貴族一門であるゴイダー家の所領に属した。ゴイダー家は4つの城を築いたが、それは現在も、かつての自衛教会とともに、印象的な町並みを創り出している。
1837年に、フランクフルトの脊椎動物古生物学者ヘルマン・フォン・メイヤーは、ヘロルツベルクで恐竜の発掘を行った。

## 行政

### 議会
この町の議会は20議席からなる。

### 友好都市
- ターイオ （イタリア、トレンティーノ＝アルト・アディジェ州）1996年
- Bóly（ハンガリー、バラニャ県）2007年

## 文化と見所

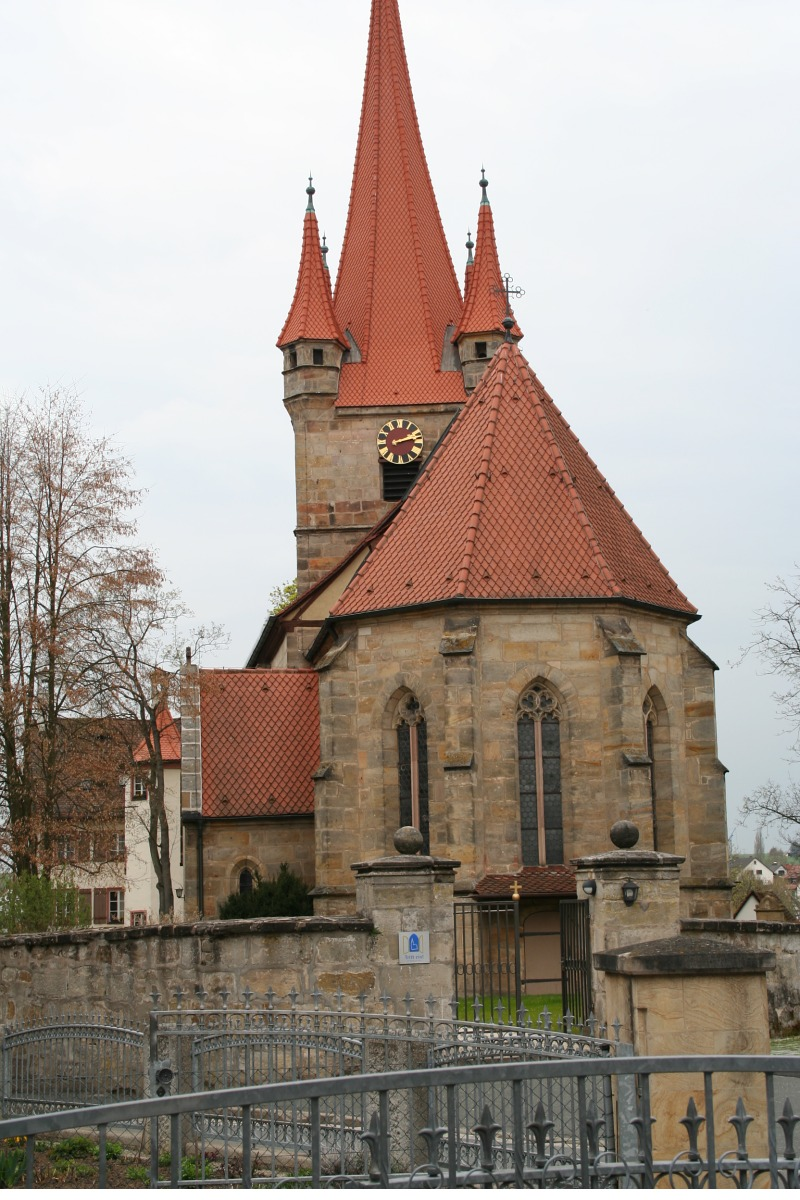
教会

教会（プロテスタント）と4つのゴイダー家の城館は、この町の重要な建造物アンサンブルである。
城は現在、鎧窓の一部の色を変え、その色で識別して呼ばれている。黄色の城は、ハンス＝ザックス通りに面している。白の城は教会のすぐ隣に建つ。緑の城は、同じく教会通りにある。赤の城は上の市場に建っている。

## 経済
ヘロルツベルクは長年、Vereinigten Papierwerke（製紙業者）の本拠地で、衛生用品（Tempoシリーズのティッシュペーパーなど）をここで生産している。1995年からは、スワンスタビログループがここに会社を構えている。

## 引用
1. ↑  https://www.statistikdaten.bayern.de/genesis/online?operation=result&code=12411-003r&leerzeilen=false&language=de Genesis-Online-Datenbank des Bayerischen Landesamtes für Statistik Tabelle 12411-003r Fortschreibung des Bevölkerungsstandes: Gemeinden, Stichtag (Einwohnerzahlen auf Grundlage des Zensus 2011)
2. ↑  Bayerische Landesbibliothek Online